# 대만은행

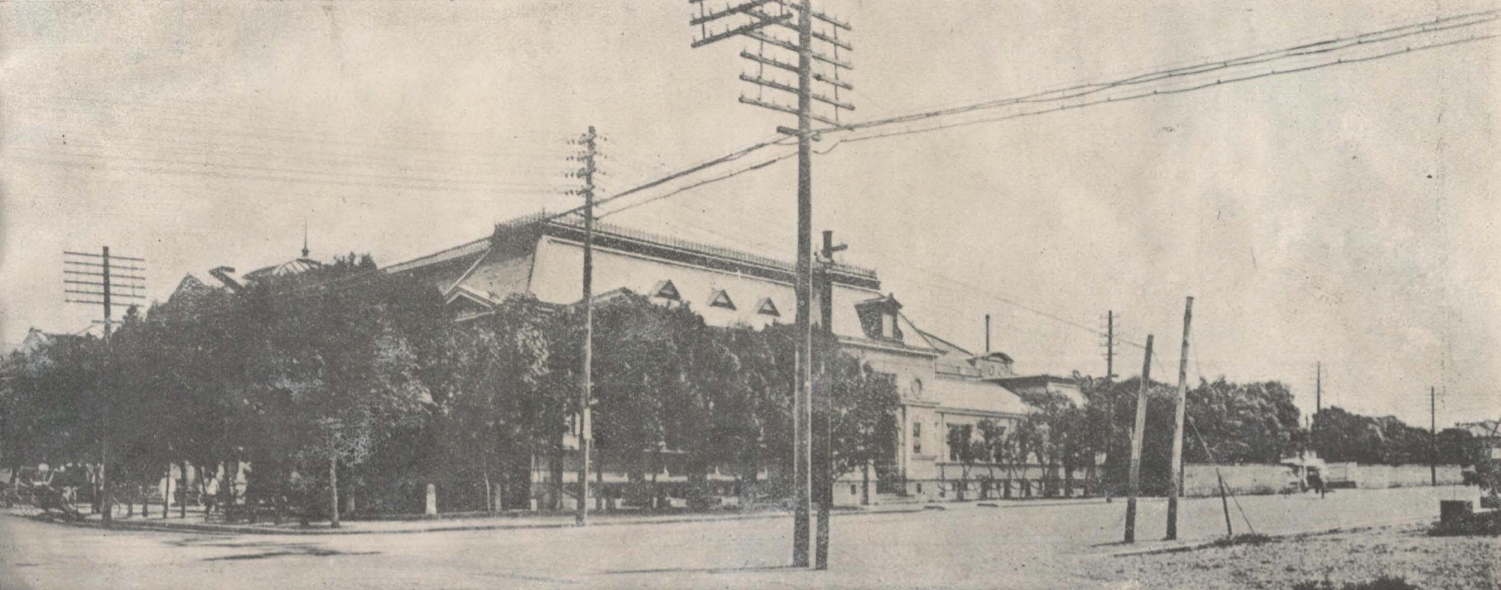
1904년에 준공된 대만은행 본점 (1916년 촬영)

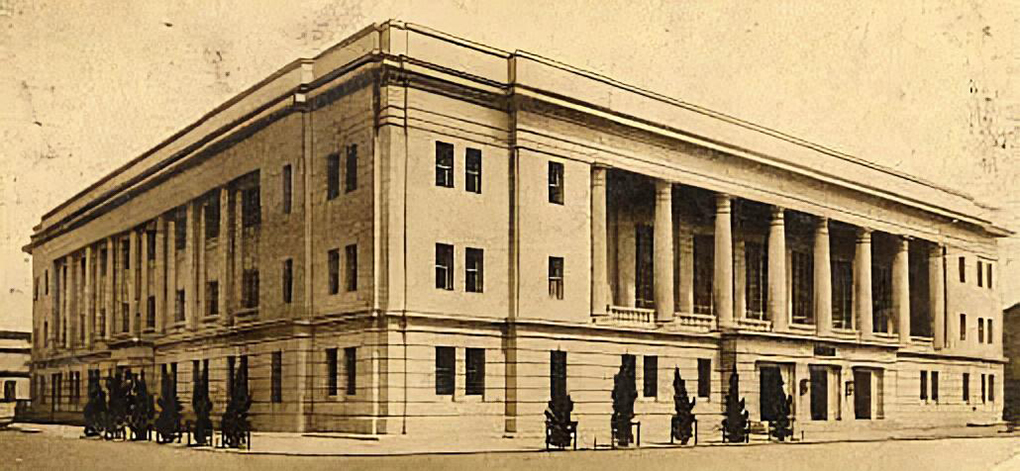
1937년에 준공된 대만은행 본점 (1940년 촬영)

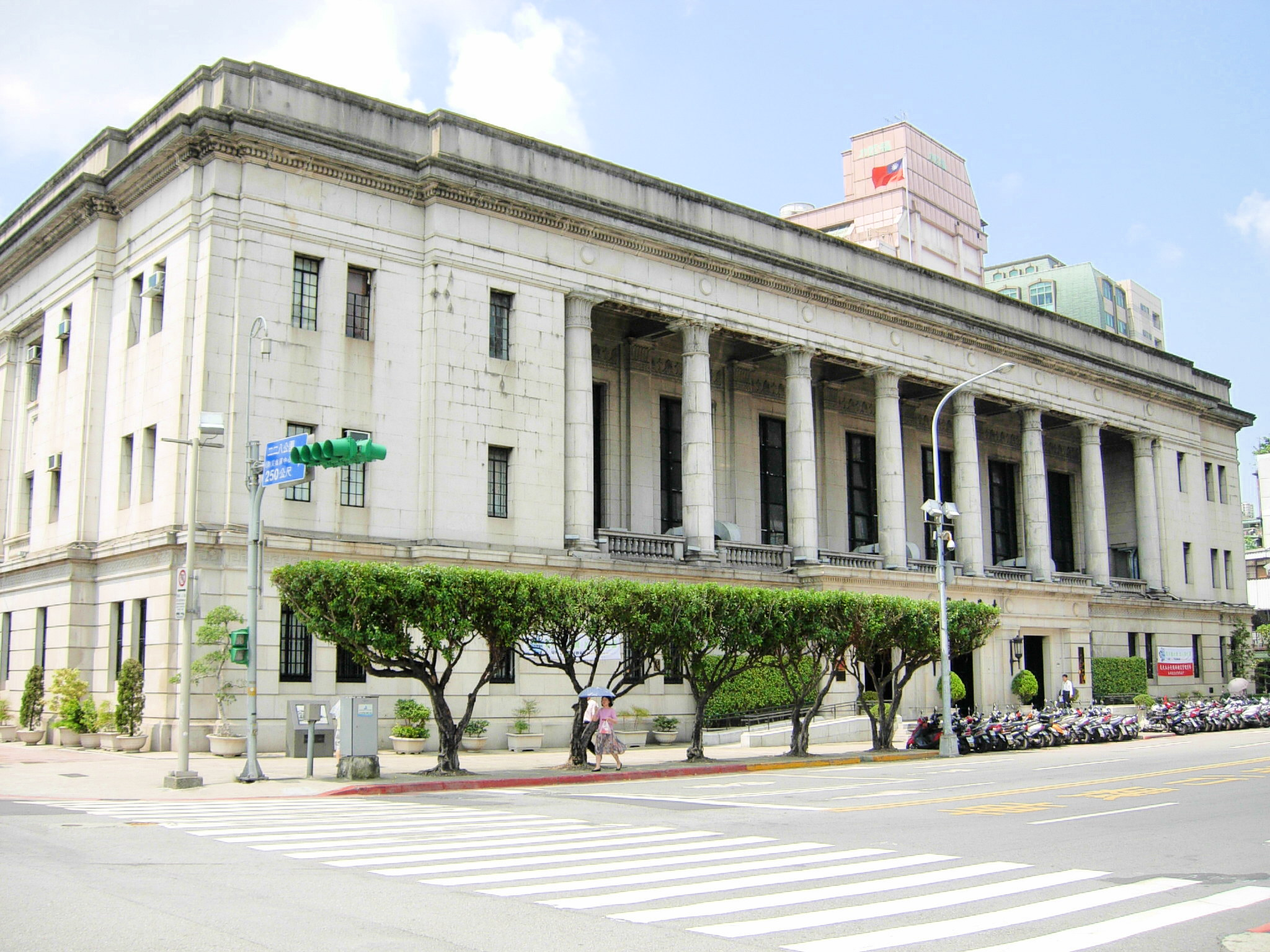
대만은행 본점

대만은행(중국어 정체자: 臺灣銀行, 병음: Táiwān Yínháng 타이완 인항[*], 영어: Bank of Taiwan)은 대만의 상업은행이다.
대만은행은 일본 제국이 대만을 통치할 당시(대만일치시기)에 존재했던 대만은행과 현재의 대만은행으로 구분된다. 두 시기의 은행은 이름만 같을 뿐 성격이 다르다. 본점은 현재 타이베이시에 있고, 본점 청사는 일본 제국이 대만을 통치하던 시기에 지어졌다. 정식 명칭은 대만은행 주식유한공사(臺灣銀行股份有限公司)이고, 대만 곳곳에 지점을 설치해 운영하고 있다.

## 역사

### 일본의 대만 통치 시기의 대만은행
1895년, 일본 제국에 의해 설치된 대만 지역의 화폐 발행권을 가지는 중앙은행이었다. 1897년 4월 1일에 제정된 《대만은행법》에 따라 1899년 7월 5일에 설립되었고, 같은 해 9월 26일에 운영을 개시했다. 대만의 군수 산업 육성, 투자 등을 중점적으로 실시하였다. 본점은 타이베이시에 있었으며, 31개 지점, 1개 출장소를 운영했다. 1945년 9월 30일에 제2차 세계 대전에서 일본 제국이 패배하여 물러감에 따라 해산되었다.

### 제2차 세계 대전 후 대만은행
제2차 세계 대전 이후인 1946년, 대만은행은 타이완성의 출자에 의해 설립되었다. 1949년에 국공 내전의 여파로 인하여 국부천대가 진행되면서 대만은행은 신 대만 달러 화폐 발행 임무를 맡았는데, 1961년에 중화민국 중앙은행이 재설립될 때까지 사실상 대만의 중앙은행 역할을 맡았다.
1998년에 실시된 조직 개편에 의해, 중화민국 행정원이 전액 출자한 국영은행이 되었다. 2001년에는 중화민국 중앙은행이 신 대만 달러 화폐 발행 임무를 인수했다. 2007년 7월 1일에 국영 기업인 중앙신탁국(中央信託局)을 흡수 합병되었고, 2008년 1월에 타이완 파이낸셜 홀딩스 그룹 계열 기업이 되었다.

## 같이 보기
- 중화민국 중앙은행